# Serghei Covaliov
Serghei Covaliov (* 14. Oktober 1944 in Mila 23, Kreis Tulcea; † 16. Mai 2011 in Letea, Kreis Tulcea) war ein rumänischer Kanute. 

## Erfolge
Serghei Covaliov (russisch Сергей Ковалёв, Sergei Kowaljow) stammte aus einer Lipowaner-Familie, einer russischsprachigen, altorthodoxen Minderheit in Rumänien, die besonders in der Region um Tulcea stark vertreten ist.
Er gab sein Olympiadebüt 1968 in Mexiko-Stadt im Zweier-Canadier mit Ivan Patzaichin auf der 1000-Meter-Strecke. Mit einem Sieg in ihrem Vorlauf gelang ihnen die direkte Finalqualifikation. Den Endlauf schlossen sie dann nach 4:07,18 Minuten ebenfalls auf dem ersten Platz ab und sicherten sich als Olympiasieger die Goldmedaille. Die zweitplatzierten Ungarn Tamás Wichmann und Gyula Petrikovics überquerten die Ziellinie 1,6 Sekunden nach den Rumänen, Dritter wurden Naum Procupeț und Michail Samotin aus der Sowjetunion mit einem Rückstand von 4,2 Sekunden.
Bei den Olympischen Spielen 1972 in München traten die beiden erneut in dieser Disziplin an und erreichten nach Siegen in den Vor- und Halbfinalläufen zum zweiten Mal den olympischen Endlauf. Mit einem Rückstand von lediglich sechs Hundertstelsekunden mussten sie sich diesmal im Kampf um den Olympiasieg dem sowjetischen Duo  Vladislovas Česiūnas und Juri Lobanow geschlagen geben. Den dritten Platz belegten die Bulgaren Fedja Damjanow und Iwan Burtschin, die 5,5 Sekunden nach Covaliov und Patzaichin ins Ziel kamen.
Bereits 1966 wurde Covaliov in Berlin im Zweier-Canadier mit Vicol Calabiciov über 1000 Meter Weltmeister. Diesen Erfolg wiederholte er mit Ivan Patzaichin 1970 in Kopenhagen und belegte mit ihm im Jahr darauf bei den Weltmeisterschaften in Belgrad den zweiten Platz über 1000 Meter sowie mit Vicol Calabiciov den dritten Platz über 10.000 Meter. Auch bei Europameisterschaften war Covaliov erfolgreich: er wurde zunächst 1965 in Bukarest im Zweier-Canadier über die 10.000-Meter-Distanz mit Lavrente Calinov Dritter, ehe ihm 1967 in Duisburg im Vierer-Kajak der erste Titelgewinn gelang. Zwei Jahre darauf folgte bei den Europameisterschaften in Moskau im Zweier-Canadier mit Ivan Patzaichin über 1000 Meter eine weitere Goldmedaille.
Covaliov starb am 16. Mai 2011 nach einem Kanuunfall infolge einer schweren Gehirnerschütterung.